# Palazzo San Giacomo (Nápoly)
A Palazzo San Giacomo a nápolyi Piazza Municipio egy épülete. Monumentális tömbjét 1819 és 1825 között építették Stefano és Luigi Gasse tervei alapján. A nevét az épületbe integrált templom (San Giacomo) után kapta. Eredetileg a Bourbon miniszterek számára épült. A bejárati portál mindkét oldalán emléktábla áll az 1799-es Parthenopéi Köztársaság mártírjainak tiszteletére. A belső udvaron, a lépcsőház előtt egy női fejet ábrázoló szobor található, melyet a helybéliek Marianna 'a capa 'e Napule (Marianna, Nápoly feje) néven hívnak. A piano nobile a mai napig megőrizte eredeti freskóit és berendezéseit.